# 지상물매수청구권
지상물매수청구권(地上物買受請求權)은 타인의 토지에 지상물(건물 ·공작물 ·수목)을 소유하기 위하여 그 토지를 용익하다가 그 기간이 만료하거나 기타 사유로 용익권이 소멸한 경우에 지주 또는 용익권자가 그 지상물의 매수를 청구할 수 있는 권리를 뜻한다. 임차인의 지상물매수청구권은 건물 기타 공작물의 소유 등을 목적으로 한 토지임대차의 기간이 만료되었음에도 그 지상시설 등이 현존하고, 또한 임대인이 계약의 갱신에 불응하는 경우에 임차인이 임대인에게 상당한 가액으로 그 지상시설의 매수를 청구할 수 있는 권리이다.

## 사례
을이 갑의 토지 위에 건물을 신축하기 위하여 임대차계약을 체결하고 그 지상에 건물을 신축하여 소유권보존등기를 마친 다음 A로부터 금전을 차용하고 위 건물에 저당권을 설정해 주었다. 그런데 을이 이 저당채무를 변제하지 않아 위 건물에 임의경매절차가 진행되고, 여기에서 병이 위 건물을 경락받고 그의 명의로 소유권이전등기를 마쳤다. 나중에 갑이 이러한 사정을 알고는 자신의 동의없는 토지임차권의 양도를 이유로 제629조에 기해서 을과의 임대차계약을 해지하고, 병에 대하여 건물철거 및 대지명도를 소구하였다. 여기서 기간만료 이외의 사유로 임대차가 소멸한 경우, 따라서 이 사안과 같이 임차권의 무단양도를 이유로 임대인이 해지함으로써 임대차가 소멸한 경우에는 이를 부인한다.

## 조문
민법 제283조(지상권자의 갱신청구권, 매수청구권) ① 지상권이 소멸한 경우에 건물 기타 공작물이나 수목이 현존한 때에는 지상권자는 계약의 갱신을 청구할 수 있다.
② 지상권설정자가 계약의 갱신을 원하지 아니하는 때에는 상당한 가액으로 전항의 공작물이나 수목의 매수를 청구할 수 있다.

민법 제643조(임차인의 갱신청구권, 매수청구권)  건물 기타 공작물의 소유 또는 식목, 채염, 목축을 목적으로 한 토지임대차의 기간이 만료한 경우에 건물, 수목 기타 지상건물이 현존할 때에는 제283조의 규정을 준용한다.

민법 제652조(강행규정) 민법 제643조의 규정에 위반하는 약정으로 임차인에게 불리한 것은 그 효력이 없다.

## 판례
토지 임대인과 임차인 사이에 임대차기간 만료시에 임차인이 지상 건물을 양도하거나 이를 철거하기로 하는 약정은 특별한 사정이 없는 한, 민법 제643조 소정의 임차인의 지상물매수청구권을 배제하기로 하는 약정으로서 임차인에게 불리한 것이므로 민법 제652조의 규정에 의하여 무효라고 보아야 한다. 여기서 임차인에게 불리한 약정인지의 여부는 우선 당해 계약의 조건 자체에 의하여 가려져야 하지만 계약체결의 경위와 제반 사정 등을 종합적으로 고려하여 실질적으로 임차인에게 불리하다고 볼 수 없는 특별한 사정을 인정할 수 있을 때에는 위 강행규정에 저촉되지 않는 것으로 보아야 한다. 그러므로 건물의 소유를 목적으로 한 토지의 임차인이 임대차가 종료하기 전에 임대인과 간에 건물 기타 지상 시설 일체를 포기하기로 약정을 하였다고 하더라도 임대차계약의 조건이나 계약이 체결된 경위 등 제반 사정을 종합적으로 고려하여 실질적으로 임차인에게 불리하다고 볼 수 없는 특별한 사정이 인정되지 아니하는 한 위와 같은 약정은 임차인에게 불리한 것으로서 민법 제652조에 의하여 효력이 없다.
임차인의 지상물매수청구권의 대상이 되는 건물은 그것이 토지의 임대목적에 반하여 축조되고, 임대인이 예상할 수 없을 정도의 고가의 것이라는 특별한 사정이 없는 한 임대차기간 중에 축조되었다고 하더라도 그 만료시에 그 가치가 잔존하고 있으면 그 범위에 포함되는 것이고, 반드시 임대차계약 당시의 기존건물이거나 임대인의 동의를 얻어 신축한 것에 한정된다고는 할 수 없다. 토지임차인의 지상물매수청구권은 기간의 정함이 없는 임대차에 있어서 임대인에 의한 해지통고에 의하여 그 임차권이 소멸된 경우에도 마찬가지로 인정된다.

## 같이 보기
- 유익비
- 필요비
- 부속물매수청구권
- 임대차
- 민법총칙